# Andrena mucronata
Andrena mucronata là một loài Hymenoptera trong họ Andrenidae. Loài này được Morawitz mô tả khoa học năm 1871.